# Sečovce
Sečovce (Hongaars:Gálszécs) is een Slowaakse gemeente in de regio Košice, en maakt deel uit van het district Trebišov.
Sečovce telt 7.882 inwoners.

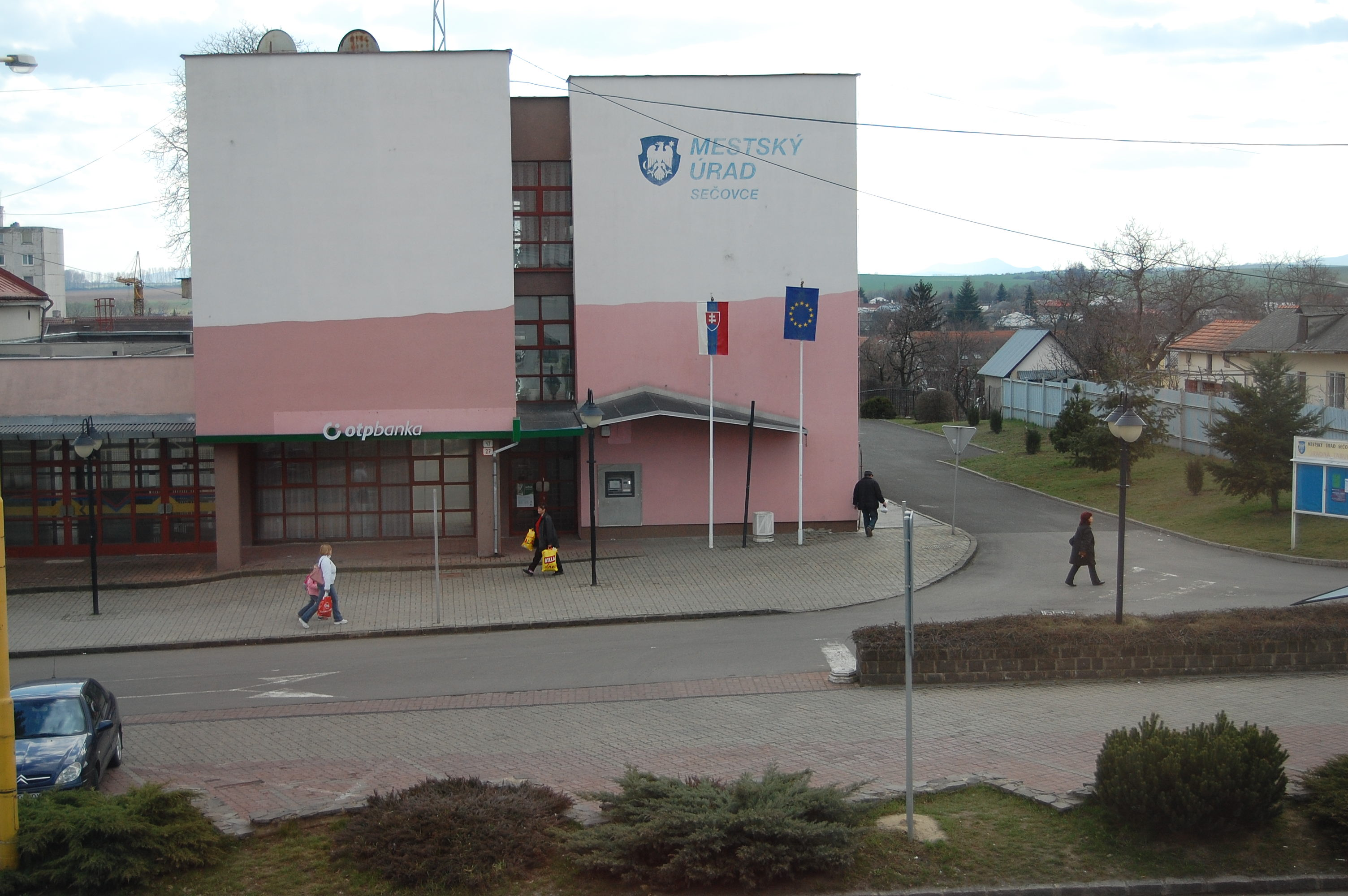
Gemeentehuis
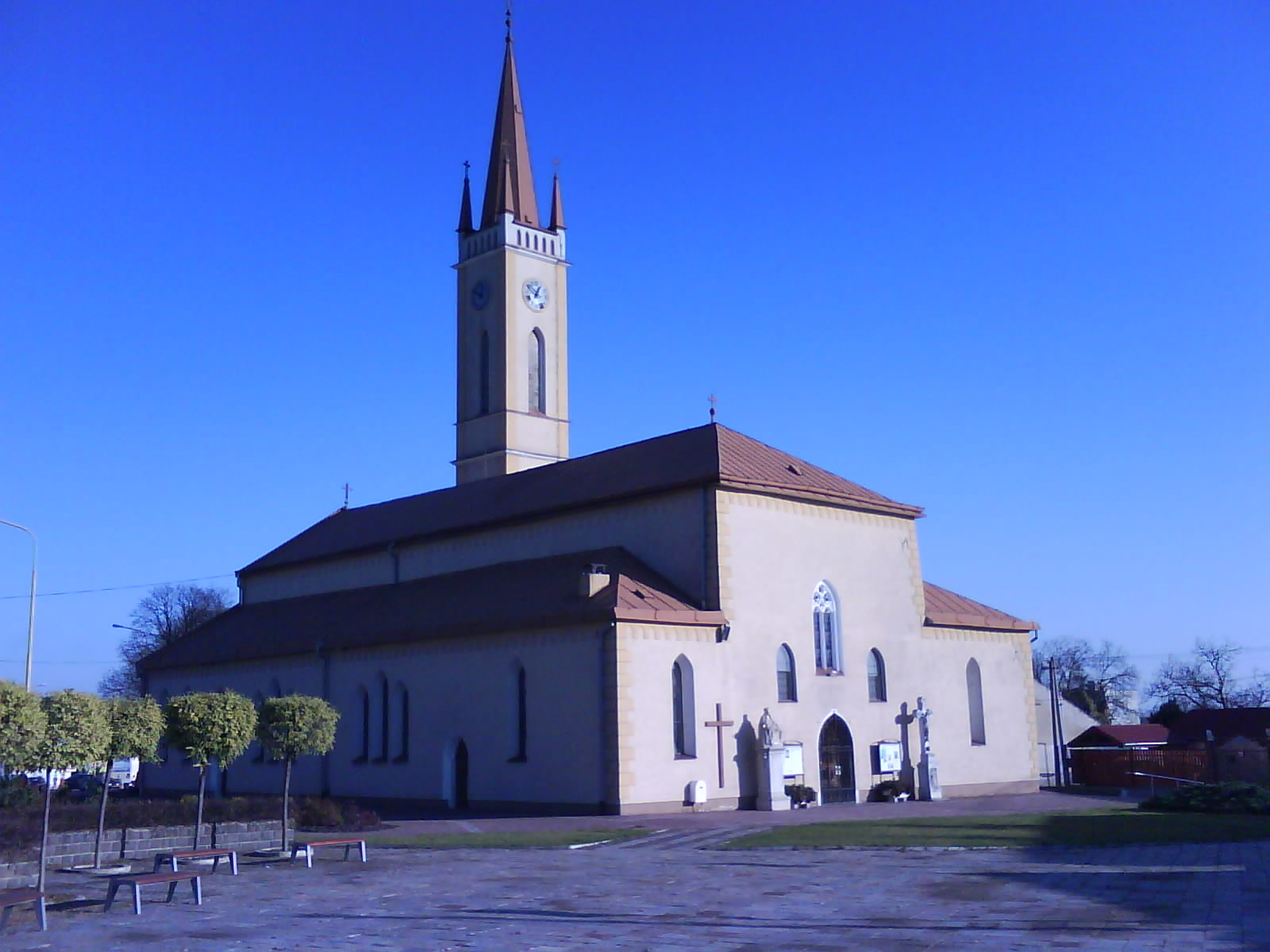
Rooms-katholieke kerk van Sečovce

## Geboren
- Emery Roth (1871), architect uit Oostenrijk-Hongarije
- Martin Lipčák (1975), Slowaaks voetballer